# Entente Sannois Saint-Gratien
O L'Entente Sannois Saint-Gratien é um clube de futebol com sede em Saint-Gratien (Val-d'Oise), França. A equipe compete no Championnat de France Amateur.

## História
O clube foi fundado em 1989.